# Hirui-Linie
| ehemaliger Bahnhof Mino-Ōkubo |                   |                              |                              |
| Streckenlänge: | 1,9 km            |                              |                              |
| Spurweite: | 1067 mm (Kapspur) |                              |                              |
| Streckengeschwindigkeit: | 30 km/h           |                              |                              |
| Zweigleisigkeit: | nein              |                              |                              |
| |                   |                              |                              |
| Gesellschaft: | Seinō Tetsudō     |                              |                              |
| \| \| \| Ichihashi-Linie \| 1928– \| \| \| \| → Mino-Akasaka-Linie \| 1919– \| \| \| 0,0 \| Mino-Akasaka (美濃赤坂) \| 1919– \| \| \| \| Lokomotivdepot Seinō Tetsudō \| \| \| \| 1,1 \| Mino-Ōkubo (美濃大久保) \| 1928–2006 \| \| \| 1,90,0* \| Hirui (昼飯) \| 1928–2006 \| \| \| 0,5* \| Abbaugebiet \| Abbaugebiet \| |                   |                              |                              |
| Strecke |                   | Ichihashi-Linie              | 1928–                        |
| Strecke |                   | → Mino-Akasaka-Linie         | 1919–                        |
| Kopfbahnhof Streckenanfang und quer · Abzweig quer, nach links und von links | 0,0               | Mino-Akasaka (美濃赤坂)      | 1919–                        |
| Betriebsstelle Streckenanfang und quer · Abzweig ehemals geradeaus und nach rechts |                   | Lokomotivdepot Seinō Tetsudō | Lokomotivdepot Seinō Tetsudō |
| Betriebs-/Güterbahnhof Streckenanfang und quer (Strecke außer Betrieb) · Abzweig nach rechts und von rechts (Strecke außer Betrieb) | 1,1               | Mino-Ōkubo (美濃大久保)      | 1928–2006                    |
| Dienststation / Betriebs- oder Güterbahnhof (Strecke außer Betrieb) | 1,90,0*           | Hirui (昼飯)                 | 1928–2006                    |
| Betriebsstelle Streckenende (Strecke außer Betrieb) | 0,5*              | Abbaugebiet                  | Abbaugebiet                  |

Die Hirui-Linie (jap. 昼飯線 Hirui-sen) war eine Eisenbahnstrecke auf der japanischen Insel Honshū, die von der Bahngesellschaft Seinō Tetsudō betrieben wurde. Sie verlief auf dem Stadtgebiet von Ōgaki in der Präfektur Gifu und war dem Schienengüterverkehr vorbehalten.

## Streckenbeschreibung
Die in Kapspur (1067 mm) verlegte Strecke war 1,9 km lang, eingleisig und nicht elektrifiziert. Sie begann kurz vor dem Bahnhof Mino-Akasaka, wo sie an die Mino-Akasaka-Linie in Richtung des Bahnhofs Ōgaki anschloss. In nordwestlicher Richtung führte sie zunächst nach Mino-Ōkubo, wo die Züge in einer Spitzkehre einen Fahrtrichtungswechsel vornahmen. Anschließend verlief sie westwärts zum Bahnhof Hirui. In beiden Bahnhöfen gab es eine Verladeanlage für Kalkstein und (gelegentlich) Marmor, der am Berg Kinsei-san abgebaut wurde.

## Geschichte
Am 17. Dezember 1928 nahm die Seinō Tetsudō die Hirui-Linie auf ihrer gesamten Länge in Betrieb, die von Anfang an ausschließlich dem Güterverkehr diente. Nach etwa fünf Jahrzehnten traten zunehmend Lastkraftwagen und Förderbänder an die Stelle der Güterzüge. Die beförderte Gütermenge nahm laufend ab, sodass die Bahngesellschaft die fahrplanmäßigen Güterzüge im September 1983 suspendierte. Danach führte sie noch einige Fahrten jährlich durch, ehe sie den Betrieb um 1989 ganz einstellte. Die Gleise blieben jedoch einige Jahre lang fast vollständig erhalten (ausgenommen im Bereich der Bahnhöfe) und die offizielle Stilllegung erfolgte erst am 31. März 2006. Die Gleise zwischen den Bahnhöfen wurden ab 2015 entfernt.

## Liste der Bahnhöfe

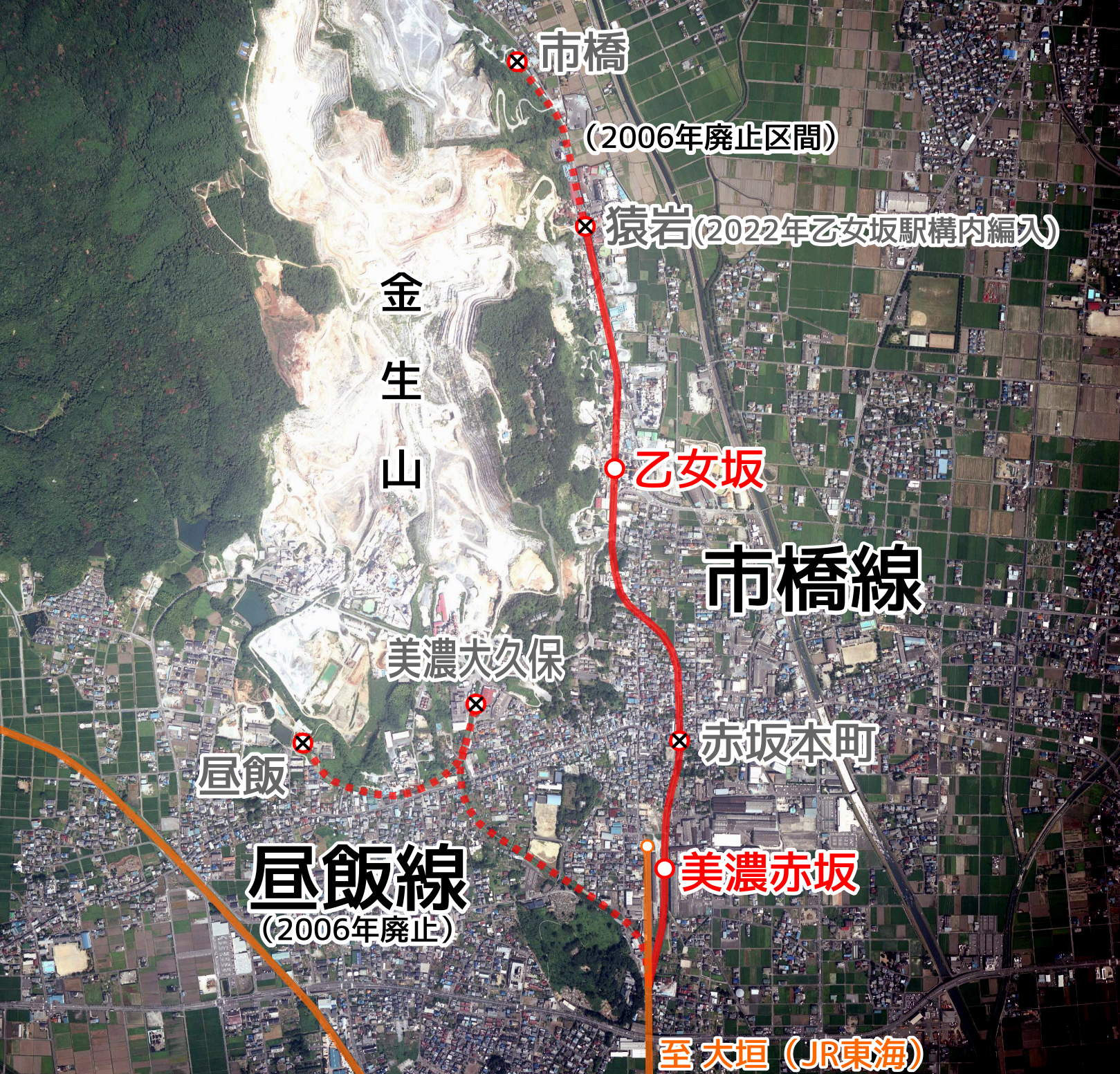
Luftbild des Streckennetzes von Seinō Tetsudō

| Name                    | km  | Anschlusslinien    | Lage   | Ort   |
| ----------------------- | --- | ------------------ | ------ | ----- |
| Mino-Akasaka (美濃赤坂) | 0,0 | Mino-Akasaka-Linie | Koord. | Ōgaki |
| Mino-Ōkubo (美濃大久保) | 1,1 |                    | Koord. | Ōgaki |
| Hirui (昼飯)            | 1,9 |                    | Koord. | Ōgaki |